# 디트로이트 자선대학교
디트로이트 자선대학교 또는 디트로이트 머시 대학교(University of Detroit Mercy)는 미시간주 디트로이트에 위치한 사립 로마 가톨릭 대학이다. 예수회와 자비수녀회의 후원을 받는다. 이 대학교는 1877년 설립되었으며 미시간주 최대의 가톨릭 대학이다. 3개의 캠퍼스가 있다.

## 칼리지
- School of Architecture and Community Development
- College of Business Administration
- School of Dentistry
- College of Engineering & Science
- College of Health Professions/McAuley School of Nursing
- School of Law
- College of Liberal Arts & Education